# بينا بيسيرنو
بينا بيسيرنو (من مواليد 10 مايو 1981 في سانتا ماريا كابوا فيتيري) هي سياسية إيطالية وعضو في الحزب الديمقراطي منذ عام 2014، وعضو في البرلمان الأوروبي.
شغلت فترتين كعضو في البرلمان الإيطالي بين عامي 2008 و2014.
تم اختيار بينا بيسيرنو لرئاسة القائمة الإقليمية لحزبها في الانتخابات الأوروبية 2014. في البرلمان هي عضو في مجموعة التحالف التقدمي للاشتراكيين والديمقراطيين. وهي عضو في لجنة الميزانيات ولجنة حقوق المرأة والمساواة بين الجنسين. بالإضافة إلى مهامها في اللجان كانت تشغل منصب نائب رئيس الوفد البرلماني إلى اللجنة البرلمانية المشتركة بين الاتحاد الأوروبي والمكسيك.
تم انتخابها نائبة للرئيس في 18 يناير 2022.
في عام 2019 حصلت بيسيرنو على جائزة العدل والمساواة بين الجنسين في جوائز الاتحاد الأوروبي السنوية لمجلة البرلمان.